# Тернопільський міський стадіон імені Романа Шухевича
«Терно́пільський міськи́й стадіо́н і́мені Рома́на Шухе́вича» (у 1909—1984 роках — «Коло парку», у 1984—1991 роках — «Авангард») — найбільший футбольно-легкоатлетичний стадіон Тернополя та області. Домашня арена футбольного клубу «Нива».
Повна офіційна назва стадіону — Комунальне підприємство «Тернопільський міський стадіон». До 2000 року стадіон міг прийняти 18 500 глядачів, а до 2011 — 16 450 глядачів.
Після реконструкції, проведеної у 2010—2011 роках, — 15 150 пластикових місць під накриттям. Стадіон поділений на 48 секторів. Діє електронне табло, освітлення 1200 люксів. Був обладнаний для проведення телевізійних трансляцій футбольних матчів (5 стаціонарних точок фільмування). У 2018 році прибудови були демонтовані. Арена розміщена на території «Старого парку».
Стадіон приймав 30-й фінал Кубка України з футболу, що відбувся 13 травня 2021 року. Тернопіль став 8-м містом України, в якому відбувся фінал Кубка України. 
У 1992 році стадіон прийняв товариський матч молодіжної збірної України, який вважається першим матчем у її історії. 

## Історія
1896 року в Тернополі поблизу міського парку (нині «Старий Парк») спорудили спортивний майданчик, де проводили змагання з «копаного м'яча», гімнастики, легкої атлетики та інших видів спорту.
Про проведення офіційних змагань на теренах Тернополя до Першої світової війни (1914) документальних матеріалів не збереглося. Домінуючою на той час була практика так званих тренінгів (товариських матчів). Перший в історії тернопільського спорту футбольний матч, який документально зафіксовано, відбувся 21 серпня 1909 року між «Поділлям» і «Кресами». На жаль, історія не зберегла інформації про результат цієї зустрічі. Та уже через кілька днів, точніше — 27 серпня, відбувся повторний матч між цими командами, який виграли «Креси» з рахунком 5:4, що говорить про безкомпромісний характер поєдинку. Обидві зустрічі проходили на полі «Коло парку», де й сьогодні виступають найкращі команди області (КП «Тернопільський міський стадіон»).
У 1930-х роках порядок під час матчів забезпечували так звані «порядкові» з-поміж товариств або клубів, які брали участь у змаганнях. Вони забезпечувались відповідними пов'язками і стежили за поведінкою вболівальників, а коли була необхідність, втручалися в сутички. Відвідування матчів було платним. Ціни квитків на стадіон «Коло парку» були такими: ложа — 1,5 злотих, трибуна — 1 злотих, вхідні («стоячі») — 0,7 злотих (70 грош), клубові (для членів клубу) — 0,5 злотих (50 грош), дитячі (до 16 років) — 0,2 злотих (20 грош).

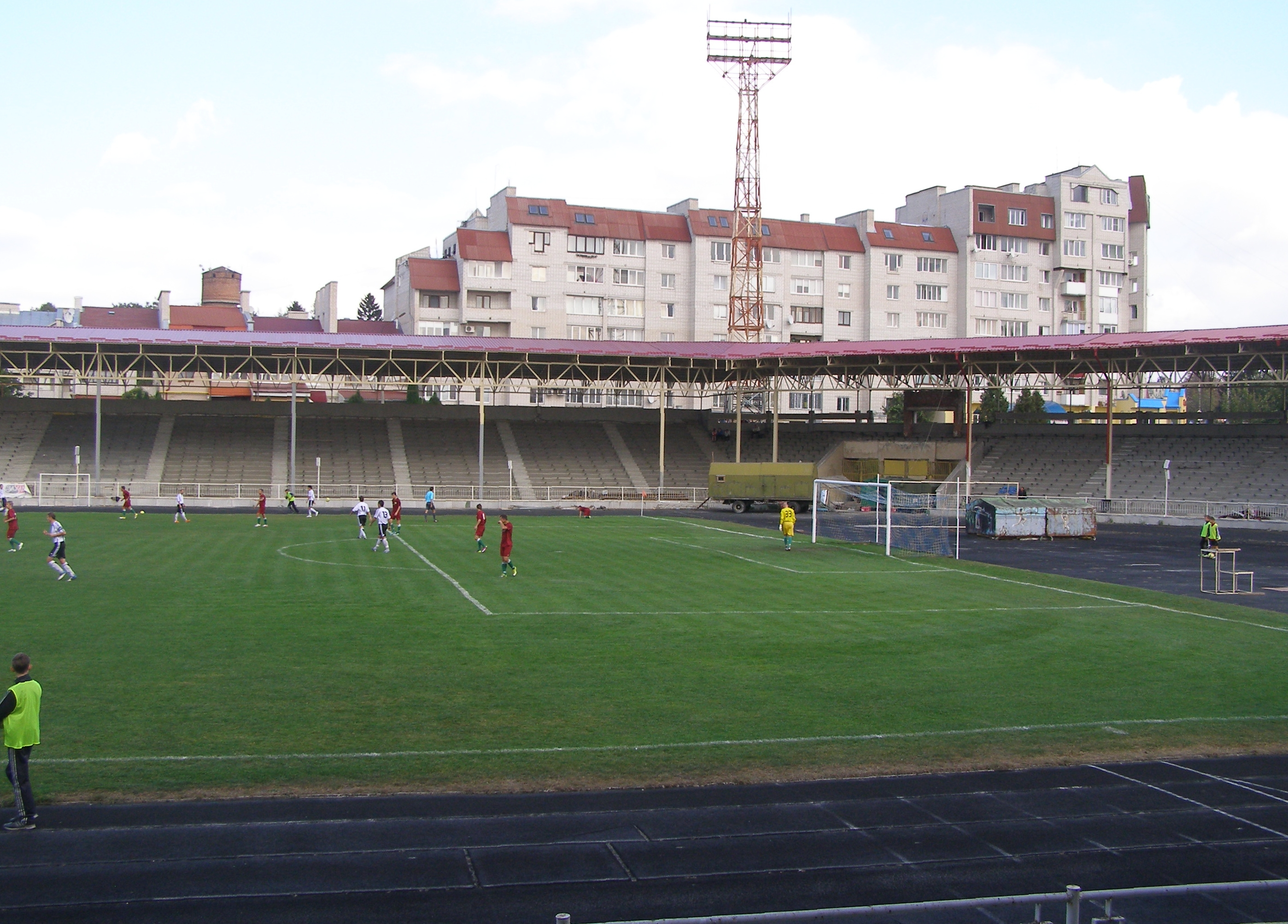
Реконструкція арени (2011)

На реконструйований стадіон команда «Нива», тоді ще бережанська, перебралася у вересні 1984 року. Загальний контроль над ремонтними роботами проводив колишній "міський голова" (голова виконкому міськради) Тернополя Анатолій Кучеренко — їх вдалося виконати за рекордно короткі 10 місяців. Перший матч «Нива» у Тернополі провела 15 вересня проти горлівського «Шахтаря». В той вечір прийшли підтримати команду 15 000 глядачів. І попри нічию (1:1), вони були задоволені і грою, яку продемонструвала «Нива», і великим футболом, який, нарешті, прийшов до Тернополя.
Капітальний ремонт головної футбольної арени області проводився на зламі тисячоліть. І знову до справи був причетним Анатолій Кучеренко, завдяки якому вдалося віднайти кошти для повної реконструкції центральної трибуни, встановлення накриття, адміністративних приміщень та 3,5 тисяч зручних пластикових сидінь.

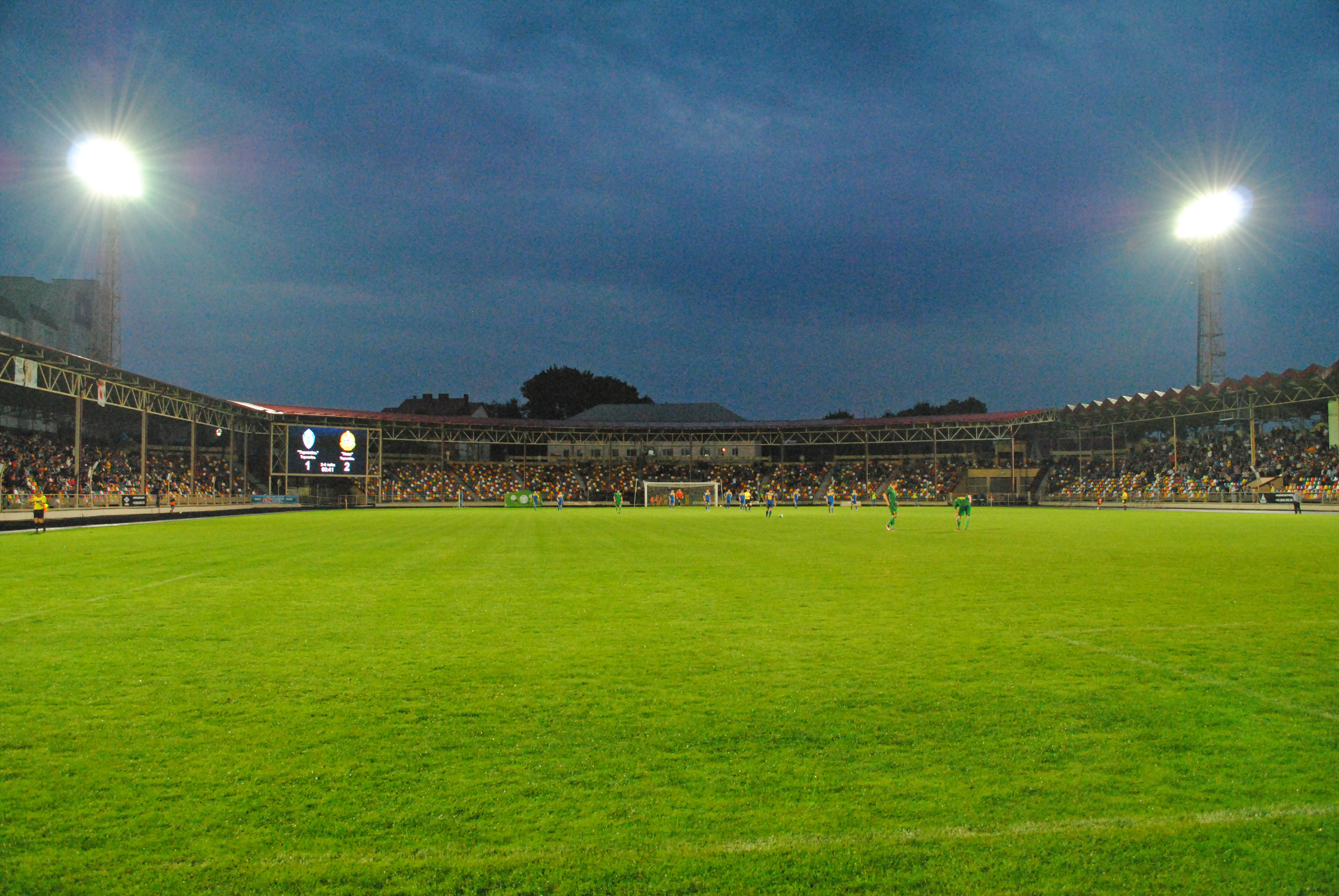
Тернопільський стадіон, вересень 2014 року

26 листопада 2009 року урядова комісія включила Тернопіль у державну програму з підготовки до Чемпіонату Європи з футболу 2012, тож у Тернополі можуть створити тренувальну базу для команд-учасниць турніру.
У травні 2012 відбулося відкриття оновленого стадіону. Встановлено новітнє електронне табло, усі трибуни оснащено новими пластиковими сидіннями, встановлено дахове накриття усіх трибун, проведено косметичний ремонт бігових доріжок, встановлено сертифіковані ворота. Комісія ФФУ визнала високу якість робіт і придатність стадіону до проведення змагань високого рангу.
19 липня 2013 року відбулася перша в історії стадіону пряма телетрансляція футбольного матчу. Гра, в якій зустрілися ФК «Нива» та ФК «Миколаїв», закінчилася з рахунком 2:3 на користь гостей.
У 2017 році було здійснено повну заміну основи поля і трав'яного покриття (рулонного типу).
5 березня 2021 року сесія Тернопільської міської ради присвоїла стадіонові нову назву — «Тернопільський міський стадіон імені Романа Шухевича». 9 березня посол Ізраїлю в Україні Йоель Ліон засудив це рішення, вимагаючи скасувати перейменування.

## Визначні матчі

### Молодіжна збірна України
| Дата       | Статус |         |          | Рахунок |
| ---------- | ------ | ------- | -------- | ------- |
| 28-10-1992 | ТМ     | Україна | Білорусь | 0-0     |

### Жіноча збірна України
| Дата       | Турнір            |         |          | Рахунок | Голи                     |
| ---------- | ----------------- | ------- | -------- | ------- | ------------------------ |
| 04-09-2018 | Відбір до ЧС 2019 | Україна | Угорщина | 2-0     | Кравець 26 Апанащенко 31 |

### Фінал кубку України
| Дата       | Переможець    | Рахунок       | Фіналіст        | Голи         |
| ---------- | ------------- | ------------- | --------------- | ------------ |
| 13-05-2021 | Динамо (Київ) | 0-0, д.ч. 1-0 | Зоря (Луганськ) | Циганков 98' |

## Загальна інформація
- Інформаційне табло: 10 метрів 24 сантиметри на 5 метрів 40 сантиметрів.
- Штучне освітлення: 1200 люкс (виробник — місцеве підприємство «Ватра»)
- Підігрів поля: електричний підігрів.
- Система радіоозвучення потужністю 900 Вт.
- Бігові доріжки: в задовільному стані.
- Розміри поля: 106×72.
- Адреса стадіону: Проспект Степана Бандери, 15, Тернопіль.
- Директор стадіону: Колісник Ярослав Кирилович
- У поточному році відбудуться зміни у спортивній галузі міста. Йдеться про реконструкцію міського стадіону[6].

| Період      | Загальна кількість місць | Деталі |
| ----------- | ------------------------ | --- |
| 2012 —      | 15 150                   | 48 секторів, пластикові сидіння, 100 % накриття (дах) - «Західна» трибуна — 3 342 місць - «Східна» трибуна — 4 999 місць. - «Південна» трибуна — 3 212 місць. - «Північна» трибуна — 3 597 місць.                                                          |
| 2000 — 2011 | 16 450 (12 750)          | - «Західна» трибуна — 3 500 місць (накриття та пластикові сидіння) - «Східна» трибуна — 5 550 місць (дерев'яні лавки) - «Південна» трибуна — 3 700 місць (дерев'яні лавки) - «Північна» трибуна — 3 700 місць (не використовувалась через аварійний стан). |
| 1984 — 2000 | 18 500                   | |

Є VIP-ложа для журналістів та гостей

## Директори

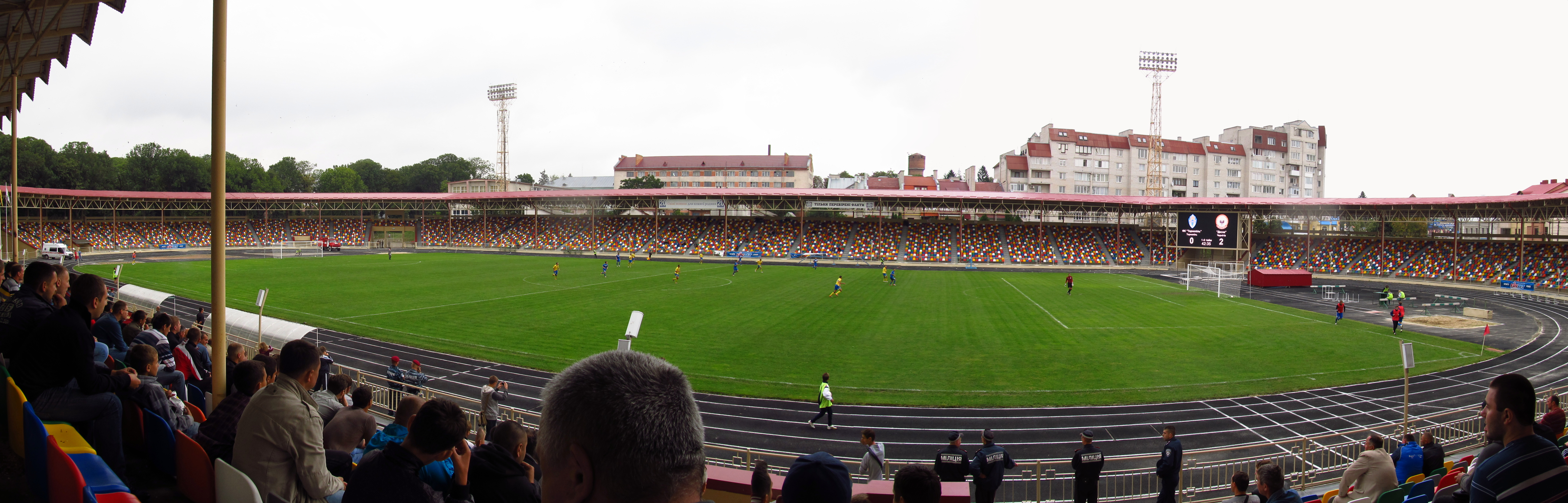

- Юрій Науменко (2004-?)[7]
- Ярослав Колісник